# Vélivert

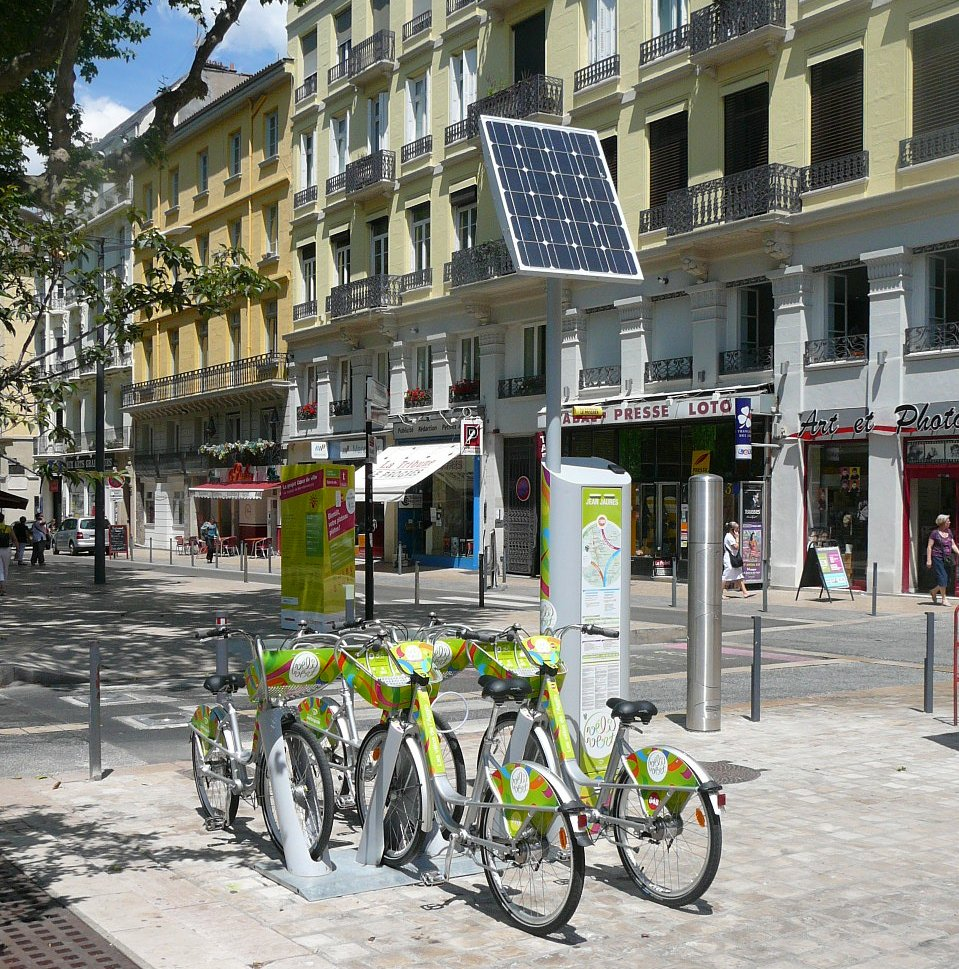
La station Jean-Jaurès.

Vélivert est le système de vélocation en libre-service et en location longue durée de l'agglomération de Saint-Étienne.

## Présentation
C'est un système de location libre-service de vélos à assistance électrique de 2ème génération. À terme, il doit comprendre 1 050 vélos électriques en libre service, répartis sur 105 stations présentes dans 21 communes de la métropole. Ils sont répartis dans 4 grands secteurs : Saint-Étienne et sa petite couronne, la vallée de l'Ondaine, la vallée du Gier et la Plaine du Forez.
Ce service est proposé par l’entreprise Fifteen basée à Oullins.

## Histoire

### Velostas
Le 26 janvier 2008, Vélostas, l'ancêtre du Vélivert est inauguré . Un service d'environ 400 vélos qui sont à louer dans une agence commerciale située dans le quartier de Châteaucreux. Une partie d'entre eux étaient des vélos à assistance électrique. Il s'est avéré que ce système avec un seul point de location et de restitution des vélos était un échec.

### Vélivert, première génération
Le 26 juin 2010, le système Vélivert remplace Vélostas et les 400 Vélostas sont intégrés au mode de location longue durée du service Vélivert. 280 vélos en libre-service répartis sur 4 communes : Saint-Étienne (24 stations en 2011), Saint-Chamond (4 stations en 2011), Rive-de-Gier (3 stations) et Firminy (3 stations en 2011).
En mars 2015, les stations de Rive-de-Gier sont fermées en raison d'une trop faible fréquentation. Celles de Saint-Chamond sont également fermées en avril et celles de Firminy en mai. En contrepartie, deux nouvelles stations sont créées à Saint-Priest-en-Jarez à l'été 2015.
Dans la continuité, deux autres nouvelles stations, portant leur nombre total à 27 sont créées : Technopole (rue des Aciéries) et Roannelle-Loubet dans le quartier de Tarentaize à l'été 2016.
Au 1er juin 2017, le service est revu, l'identité visuelle est changée et les modes de paiement évoluent, fin des stations avec ou sans carte bancaire, désormais pour louer un Vélivert il faut se rendre en agence, sur le site internet Vélivert ou bien réserver grâce à l'application mobile Vélivert.
En 2020, ce sont 3 nouvelles stations qui sont créées , :
- La station Bergson-Odde en février 2020;
- La station Technopôle - Christian Cabal à l'été 2020;
- La station Manufacture - Le Fil à l'été 2020.

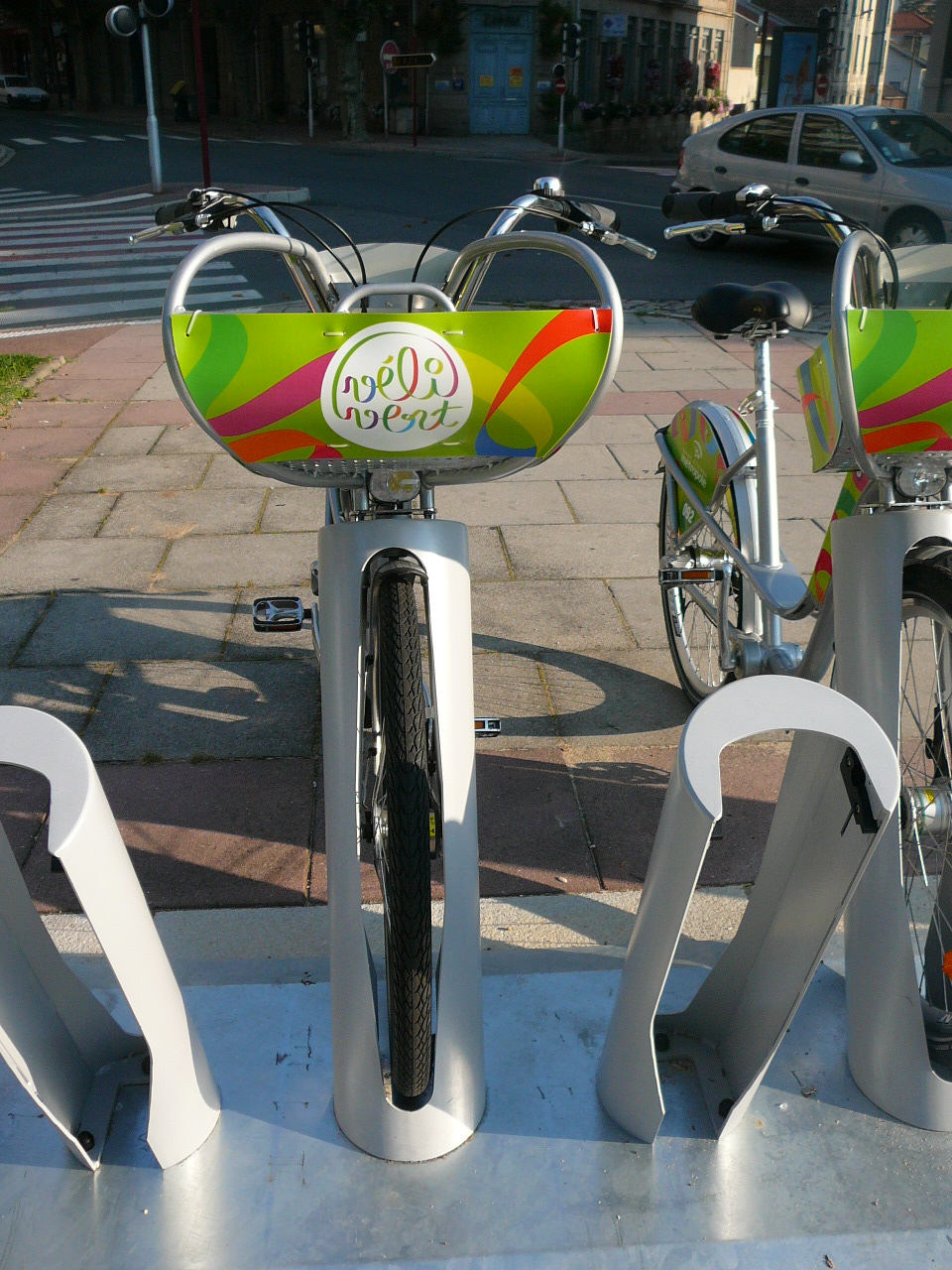
Un VéliVert dans son diapason.
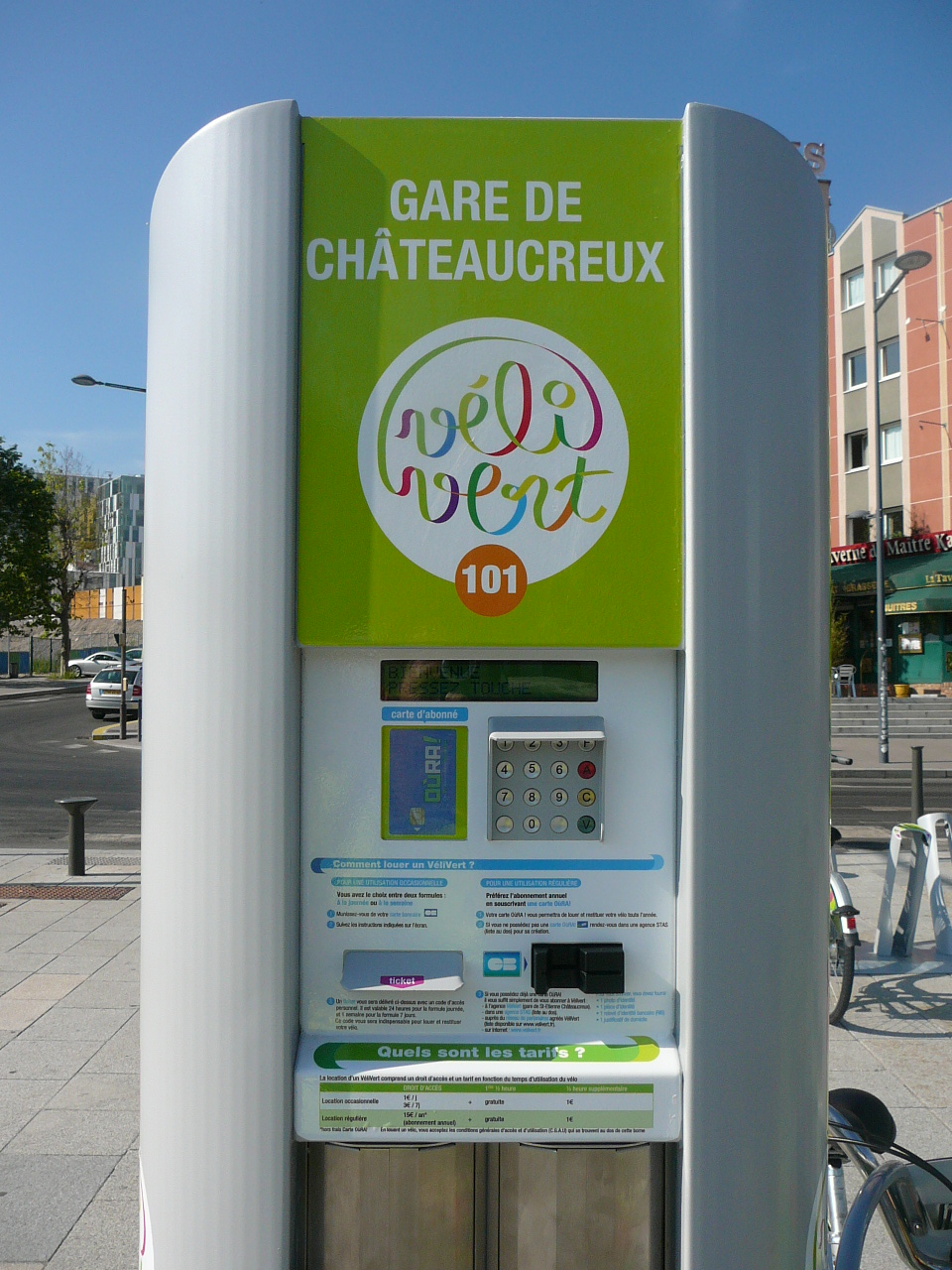
La station de la gare de Châteaucreux à Saint-Étienne (à carte bancaire).
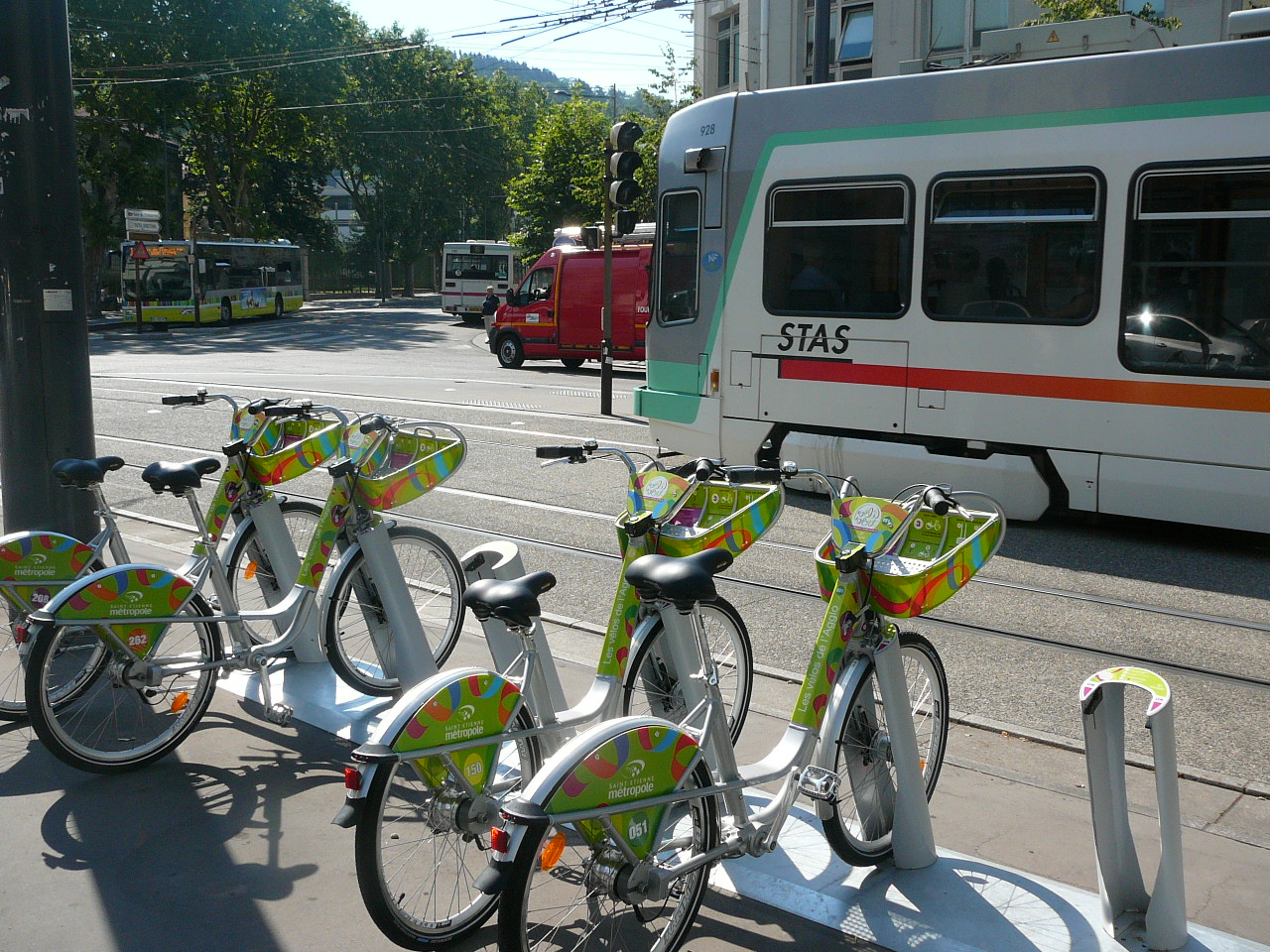
À la station Jean Moulin, intermodalité entre Vélivert et bus et tramways du réseau STAS.
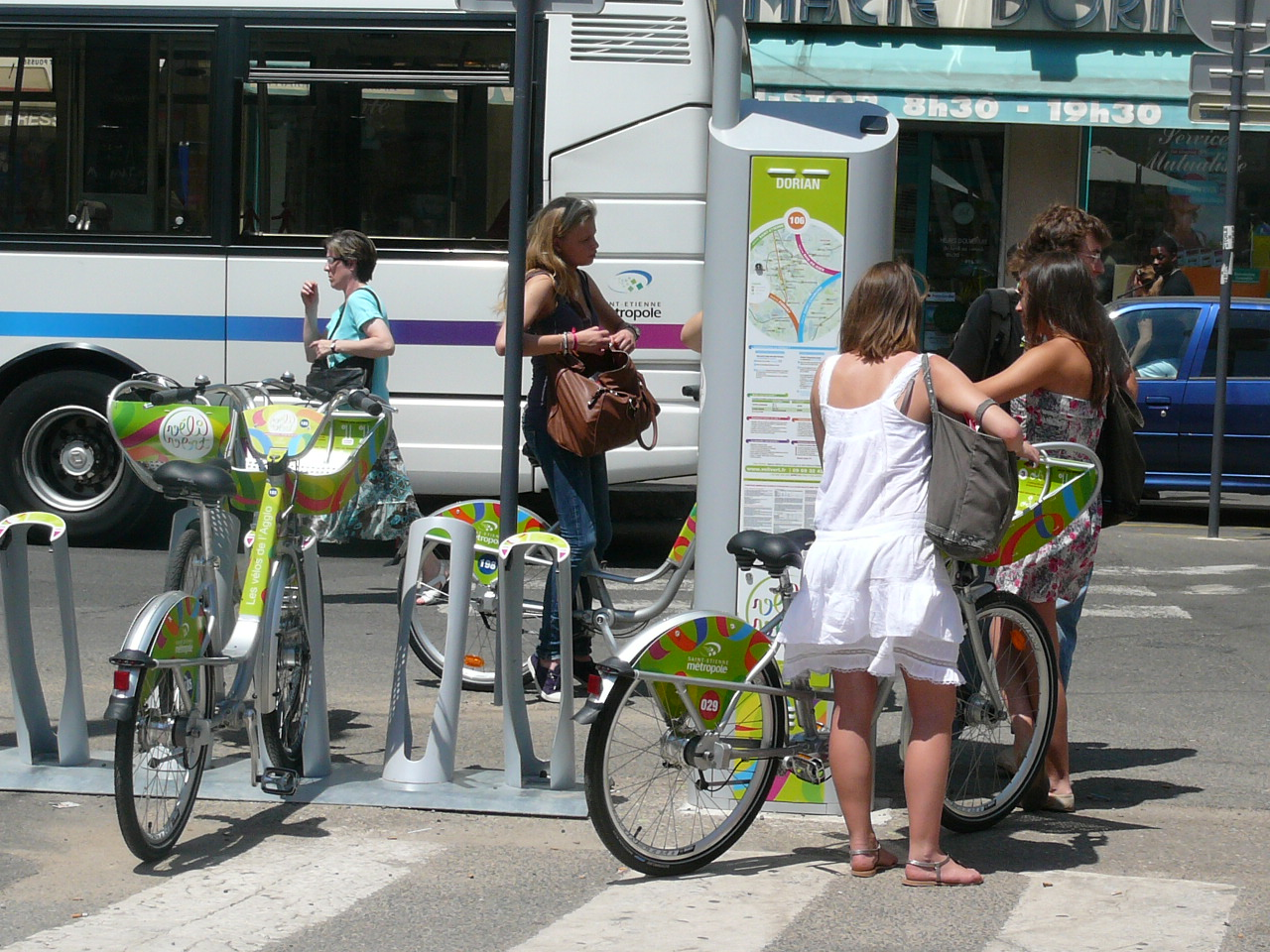
La station Dorian.

### Une nouvelle génération de Vélivert
Le 1er juin 2023, le système est entièrement rénové. Les vélos datant de 2010 sont remplacés par des vélos à assistance électrique. Le nombre de vélos passera à terme de 300 à 1050, sur 105 stations (contre 30 auparavant), réparties sur 21 communes de la métropole. Ainsi, les communes de l'Ondaine et de la vallée du Gier sont à nouveau desservies, ce qui n'était plus le cas depuis 2015.
Le déploiement des nouveaux Vélivert a connu de nombreux soucis à ses débuts. En juin 2023, de nombreuses stations, pourtant rénovées, demeurent inaccessibles en raison du retard de leur raccordement au réseau électrique. Les équipes Vélivert devant parfois changer les batteries à la main, des vélos sont retirés. Fifteen a également rencontré des soucis techniques au début. 2 mois après le lancement du service, on dénombre entre 100 et 150 vélos en service sur les 1000 prévus.

## Tarifs
| Formule                                 | Prix forfaitaire | Prix trajet                                   |
| --------------------------------------- | ---------------- | --------------------------------------------- |
| Forfait 1 trajet                        | 0,5 €            | Première demi-heure gratuite, puis 0,10 €/min |
| Forfait 1 jour                          | 2 €              | Première demi-heure gratuite, puis 0,10 €/min |
| Forfait 1 week-end                      | 3 €              | Première demi-heure gratuite, puis 0,10 €/min |
| Abonnement annuel Vélivert              | 30 €             | Première demi-heure gratuite, puis 0,10 €/min |
| Abonnement annuel pour les abonnés STAS | 10 €             | Première demi-heure gratuite, puis 0,10 €/min |

## Les stations
A terme, 105 stations Vélivert devraient être réparties sur 21 communes :
- 54 à Saint-Étienne,
- 17 dans la couronne stéphanoise Roche-la-Molière,Saint-Genest-Lerpt, Villars, Saint-Priest-en-Jarez,La Talaudière, Sorbiers, Saint-Jean-Bonnefonds, L'Étrat,
- 13 dans l'Ondaine Firminy, Fraisses, Unieux,La Ricamarie, Le Chambon-Feugerolles,
- 17 dans la vallée du Gier  Saint-Chamond, L'Horme, La Grand-Croix, Lorette, Rive-de-Gier,
- 4 dans la Plaine du Forez  Andrézieux-Bouthéon, La Fouillouse.